# معالجة المخلفات

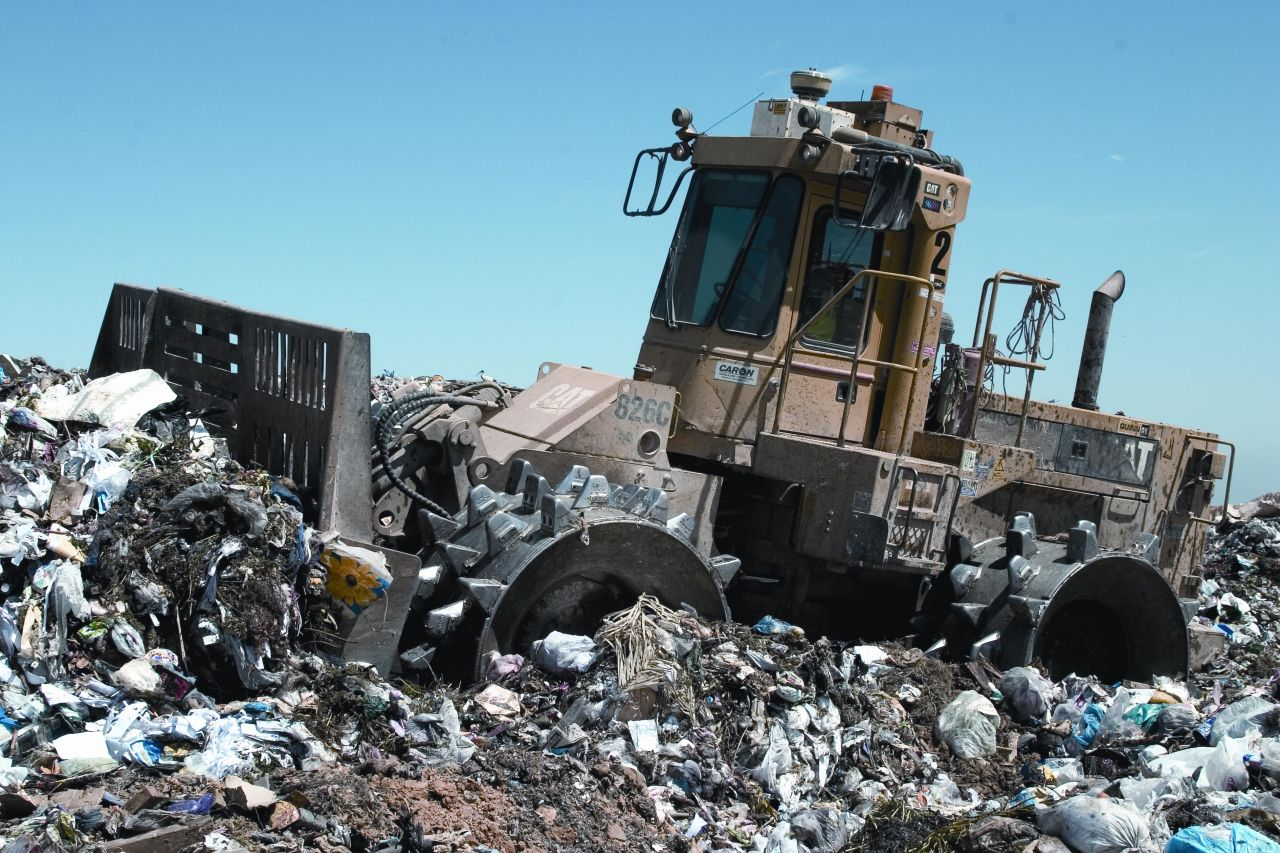

معالجة المخلفات (بالإنجليزية: Waste treatment)‏: تشير إلى العمليات اللازمة للتأكد بأن للمخلفات أقل تأثير ممكن على البيئة. هناك معالجة للمخلفات وبأشكالها المختلفة مطلوبة وينص عليها القانون في العديد من البلدان.
مشروع معالجة المخلفات وهو إعادة تصنيع المخلفات(القمامة)وهو من المشروعات التي يجب أن تحظى بأهمية كبيرة لأن هذا المشروع يوفر الكثير من الموارد التي نحتاج إليها وهناك الكثير من الدول المتقدمة تنفذ هذا المشروع بنجاح وتستفيد من كل جوانبه وعندما تقوم به الدول فان الموارد ستزداد وستكون الشوارع والطرق نظيفة من المخلفات (القمامة).

## معالجة المخلفات الصلبة
تعتبر معالجة المخلفات الصلبة العنصر الأساسي في إدارة المخلفات. وهناك أشكال مختلفة من المعالجات للمخلفات الصلبة في التسلسل الهرمي للمخلفات (هرم نفايات)

## معالجة المخلفات السائلة الزراعية
معالجة المخلفات السائلة الزراعية هي معالجة وتصريف المخلفات السائلة للحيوانات، وبقايا مبيدات الآفات، إلخ من الزراعة.

## معالجة المخلفات الصناعية
معالجة المخلفات الصناعية هي معالجة المخلفات الرطبة الناتجة من الصناعة والتجارة بما فيها التعدين، واستغلال المحاجر (quarrying)، والصناعات الثقيلة.

## معالجة مياه الصرف الصحي
معالجة مياه الصرف الصحي هي معالجة وتصريف المخلفات البشرية. تنتج مياه المصرف الصحي من جميع المجتمعات البشرية وتترك غالبا لتتفكك طبيعيا أو تعالج باستخدام عمليات تفصل خلالها المواد الصلبة بالتوطين (settlement) ثم تحول الملوثات المنحلة إلى وحل حيوي وإلى غازات مثل ثاني أوكسيد الكربون أو الميثان.

## معالجة المخلفات النشطة إشعاعيا
معالجة المخلفات النشطة إشعاعيا هي معالجة واحتواء المخلفات النشطة إشعاعيا.